# Joe Brown (attore)
Joe Brown (New York, 11 febbraio 1884 – Hollywood, 13 ottobre 1965) è stato un attore statunitense.

## Filmografia
- Mondo senza luce (Me, Gangster), regia di Raoul Walsh (1928)
- Notte di tradimento (In Old Arizona), regia di Irving Cummings e Raoul Walsh (1928)
- The Ghost Talks, regia di Lewis Seiler (1929)
- Potenza occulta (Protection), regia di Benjamin Stoloff (1929)
- I due rivali (The Cock-Eyed World), regia di Raoul Walsh (1929)
- Il sorriso della vita (Sunnyside Up), regia di David Butler (1929)
- Il nostro pane quotidiano (Our Daily Bread o City Girl), regia di Friedrich Wilhelm Murnau (1930)
- Temerario nato (Born Reckless), regia di Andrew Bennison, John Ford (1930)
- Up the River, regia di John Ford (1930)
- Men on Call, regia di John G. Blystone (1931)
- Condannata
- Sob Sister, regia di Alfred Santell (1931)
- L'amazzone mascherata (Riders of the Purple Sage), regia di Hamilton MacFadden (1931)
- Carmencita  (The Cisco Kid), regia di Irving Cummings (1931)
- Charlie Chan's Chance, regia di John G. Blystone (1932)
- Rackety Rax, regia di Alfred L. Werker (1932)
- La nave di Satana (Dante's Inferno), regia di Harry Lachman (1935)
- High Tension, regia di Allan Dwan (1936)
- White Fang, regia di David Butler (1936)
- Step Lively, Jeeves!, regia di Eugene Forde (1937)